# Georg Friedrich Holtzhauer
Georg Friedrich Holtzhauer (auch: Holzhauer; * 1746 in Daber; † 12. August 1801 in Königsberg (Preußen)) war ein deutscher Jurist.

## Leben
Der Sohn des Bürgermeisters Johann Georg Holtzhauer hatte an der Schule seines Heimatortes seine erste Bildung erhalten und später die Ausbildung am Gymnasium in Stettin fortgesetzt. Er studierte ab 1765 an der Universität Halle, war dann als Privatlehrer einiger Adliger tätig und wurde 1773 zum Doktor der Rechte promoviert. Danach hielt er an der juristischen Fakultät Vorlesungen, gab von 1775 bis 1784 Christoph Ludwig Crells Dissertationen unter dem Titel Dissertationum atque programmatum Crellianorum. Fascicul. I-XII. (Halle) heraus und übernahm nach dem Tod von Johann Ludwig L’Estocq 1779 die vierte ordentliche juristische Professur an der Universität Königsberg. Dort stieg er 1796 zum Kanzler der Universität auf. Daneben hatte er sich auch an den organisatorischen Aufgaben der Königsberger Hochschule beteiligt, war in den Sommersemestern 1785, 1787, 1789, 1793, 1797 sowie 1801 Rektor der Alma Mater und in den Wintersemestern 1785/86 sowie 1787/88 Prorektor. In seiner letzten Amtszeit als Rektor ereilte ihn der Tod.

## Werke
- Diss. inaug. Qua utrum poena capitali coërcendus fit conatus homicidii simplicis proximus, ex mente Constitutionis Criminalis Carolinae atque Marchio Brandenburgicae? Inquiritur. Halle 1773
- Diss. De jure uxoris res suss, ipsa consentiente, a marito debitore oppignoratas repetendi. Halle 1773
- Diss. De tempore in jure civiliter ac naturaliter computando. Königsberg 1779